# 波西縣 (印第安納州)
波西县（英語：Posey County）是位於美國印第安納州西南角的一個縣，西隔沃巴什河與伊利諾伊州，南隔俄亥俄河與肯塔基州相望。面積1,086平方公里。根據美國2000年人口普查，共有人口27,061人。縣治芒特弗農（Mount Vernon）。
成立於1814年9月7日，11月1日生效。縣名紀念經歷代表路易斯安那州的聯邦參議員、印第安納準州州長的托马斯·波西。